# وادي مغلوث
وادي مغلوث هو واد في تهامة بلاد بلقرن في محافظة العرضيات يسيل من سفح جبل ثربان الشمالي الغربي باتجاه الغرب، وبه قرى مغلوث.